# Crénilabre méditerranéen
Symphodus mediterraneus
Espèce
Statut de conservation UICN

 LC  : Préoccupation mineure

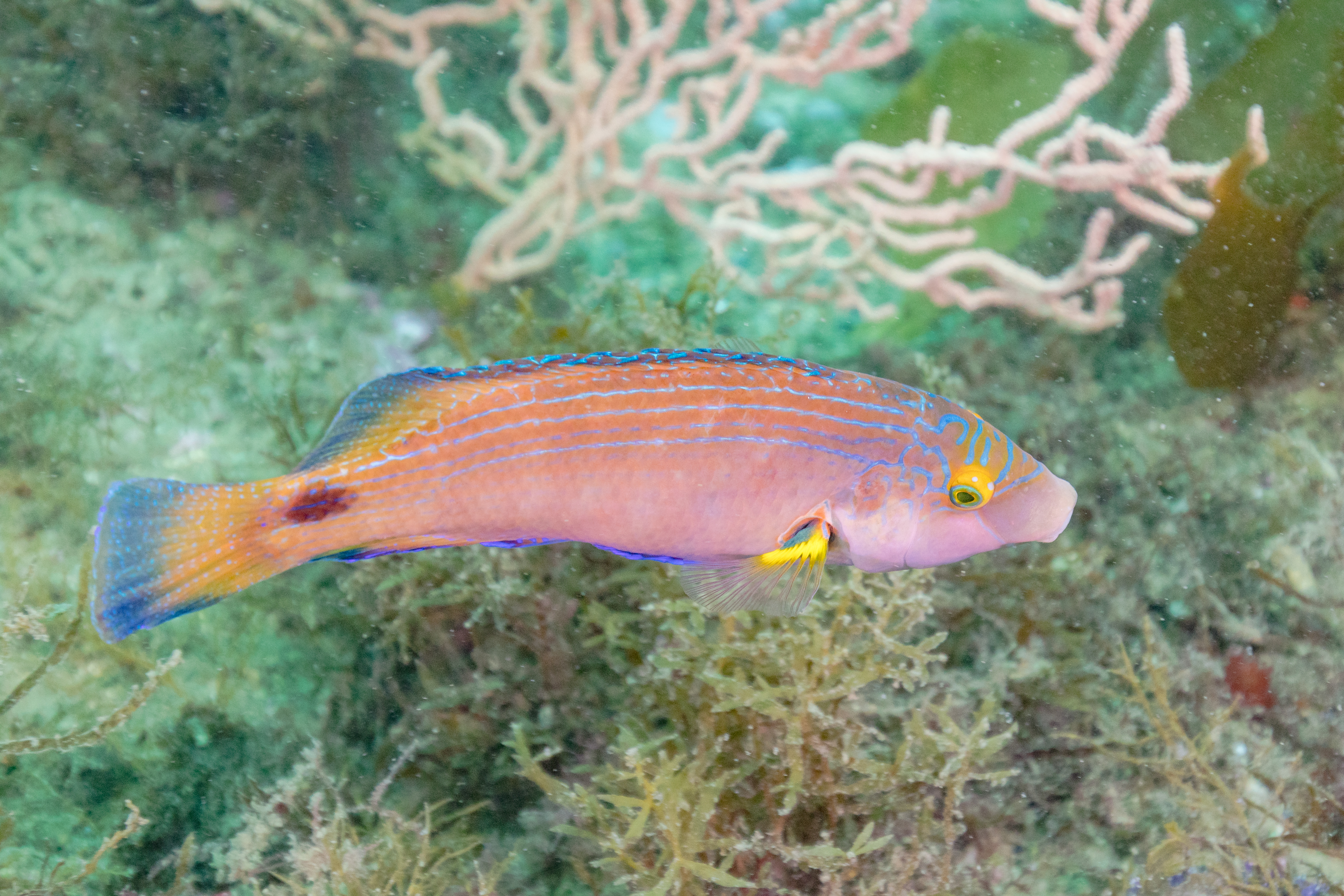
Un crénilabre méditerranéen se promenant dans le parc naturel de l'Arrábida, Portugal. Juillet 2022.

Le Crénilabre méditerranéen (Symphodus mediterraneus) ou Crénilabre rouquié est une espèce de poissons marins appartenant à la famille des Labridae.
Il fréquente les Açores, Madère, le Maroc et la mer Méditerranée.